# Източен тунец
Източният тунец (Euthynnus lineatus) е вид бодлоперка от семейство Scombridae. Видът не е застрашен от изчезване.

## Разпространение и местообитание
Разпространен е в Гватемала, Еквадор (Галапагоски острови), Колумбия, Коста Рика, Мексико, Никарагуа, Перу, Салвадор, САЩ и Хондурас.
Обитава крайбрежията на морета, заливи и рифове в райони с тропически, умерен и субтропичен климат. Среща се на дълбочина от 3 до 107 m, при температура на водата около 22,3 °C и соленост 34,6 ‰.

## Описание
На дължина достигат до 84 cm, а теглото им е максимум 9120 g.
Популацията на вида е стабилна.